# Левент (станція метро)
41°04′37″ пн. ш. 29°00′50″ сх. д. / 41.076909469645° пн. ш. 29.013796155425° сх. д.

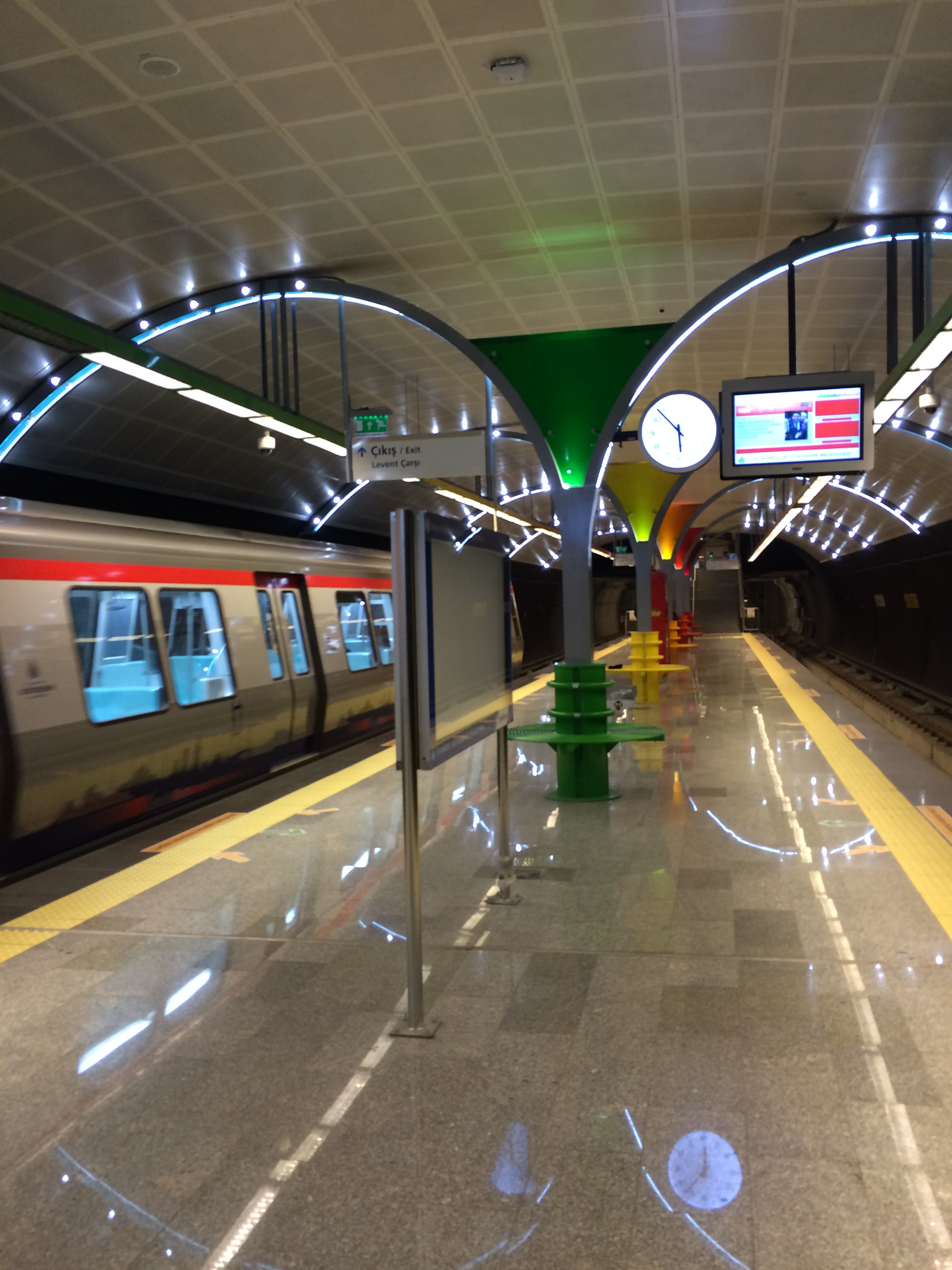
платформа станції Левент лінії М6

Левент (тур. Levent) - станція ліній М2 та М6 Стамбульського метрополітену. Відкрита 16 вересня 2000
Розташування: під авеню Бююкдере у головному фінансовому районі Стамбула - Левент. Виходи до İşbank Tower 1, штаб-квартири Yapı Kredi  і торговельного центру Каньйон.
Конструкція:
- Зал М2: колонна трипрогінна станція мілкого закладення з однією прямою острівною платформою
- Зал М6: односклепінна станція глибокого закладення з однією прямою острівною платформою

Пересадки:
- Автобуси: 25G, 25T, 27E, 27M, 27SE, 27T, 29, 29A, 29C, 29D, 29P, 29İ, 29Ş, 36L, 40B, 41AT, 41E, 41M, 41S, 42M, 42Z, 49Z, 62, 62G, 63, 64Ç, 65G, 121A, 121B, 121BS, 122B, 122C, 122D, 122M, 122Y, 522B, 522ST, SG-2
- Маршрутки: Бешикташ — Сариєр, Бешикташ — Тараб'я, Зінджирлікую — Аязага, Зінджирлікую — Бахчекьой, Зінджирлікую — Пінар-махаллесі, Зінджирлікую — Вадістанбул

## Пам'ятки поруч
- Мечеть Барбарос Хайреттін-паші
- Торговий центр Каньйон[en]
- Мечеть Левент[tr]
- Metrocity[tr]
- ÖzdilekPark İstanbul[tr]
- Цвинтар Зінджирлікую

| Попередня станція       | Лінія | Лінія                           | Лінія | Наступна станція                    |
| ----------------------- | ----- | ------------------------------- | ----- | ----------------------------------- |
| 4. Левент до Хаджиосман |       | M2 (Стамбульський метрополітен) |       | Гайреттепе до Єнікапи               |
| Кінцева                 |       | M6 (Стамбульський метрополітен) |       | Ніспетіє до Босфорський університет |